# José Almeida Lima
José Almeida Lima (Santa Rosa de Lima, 28 de setembro de 1953) é um advogado e político brasileiro.
Formado em Direito pela Universidade Federal de Sergipe, foi filiado primeiramente no antigo MDB. Candidatou-se pela primeira vez a Deputado estadual em 1986 obtendo a suplência, mas em 1990, já filiado ao PDT, seria eleito de fato ao referido cargo. Eleito vice-prefeito de Aracaju em 1992, assumiu o cargo de 1994 até o fim do mandato em 1996, após a renúncia do prefeito e primo Jackson Barreto para concorrer ao governo de Sergipe. Concorreu ao Senado em 1998 mas obteve somente 3,8% dos votos válidos e, em seguida, a prefeitura de Aracaju em 2000, obtendo 22,4% dos votos válidos. Em 2002 é eleito senador. Em dezembro de 2004 filiou-se ao PSDB mas desligou-se em agosto de 2005 para filiar-se ao PMDB. Concorreu mais uma vez a prefeitura de Aracaju em 2008 mas obteve a terceira colocação, com 17,7% dos votos válidos.
Não disputou a reeleição ao Senado, tendo se lançado a uma vaga na Câmara dos Deputados. Foi eleito, pelo PMDB, com 75.082 votos.
Em 2011, mudou novamente de partido, agora filiado ao PPS.Foi candidato a Prefeitura de Aracaju novamente em 2012, pelo PPS. E em 2013, retorna novamente para o PMDB.

## Filiações partidárias
- MDB - até 1978
- PMDB - 1978 a 1989
- PDT - 1989 a 2004
- PSDB - 2004 a 2005
- PMDB - 2005 a 2011
- PPS - 2011 a 2013
- PMDB- 2013 a 2020
- PRTB- 2020